# بخش سامرست (شهرستان بلمونت، اوهایو)
بخش سامرست (به انگلیسی: Somerset Township) یک منطقهٔ مسکونی در ایالات متحده آمریکا است که در شهرستان بلمون، اوهایو واقع شده‌است.
 بخش سامرست ۹۰٫۱ کیلومتر مربع مساحت و ۱٬۲۴۵ نفر جمعیت دارد و ۳۸۳ متر بالاتر از سطح دریا واقع شده‌است.